# Eclipse lunar de agosto de 2026
| Eclipse parcial de luna 28 de agosto de 2026                               | Eclipse parcial de luna 28 de agosto de 2026 |
| -------------------------------------------------------------------------- | -------------------------------------------- |
| Previo                                                                     | Eclipse \| Eclipse total \| Saros            |
| Posterior                                                                  | Eclipse \| Eclipse total \| Saros            |
| La Luna pasando de derecha a izquierda a través de la sombra de la Tierra. |                                              |
| Gamma                                                                      | 0.4964                                       |
| Magnitud                                                                   | 0.9299                                       |
| Saros                                                                      | 138 (29 de 82)                               |
| Duración (h:min:s)                                                         |                                              |
| Penumbra                                                                   | 05:38:31                                     |
| Parcial                                                                    | 03:18:48                                     |
| Contactos                                                                  |                                              |
| P1                                                                         | 01:24:41 UTC                                 |
| U1                                                                         | 02:34:34 UTC                                 |
| Máximo                                                                     | 04:14:04 UTC                                 |
| U4                                                                         | 05:53:22 UTC                                 |
| P4                                                                         | 07:03:12 UTC                                 |

Un eclipse lunar parcial ocurrirá entre el 27 y el 28 de agosto de 2026. Será el segundo y último eclipse lunar del año. El 93% de la cara visible de la Luna entrará en la umbra de la Tierra, lo que permitirá observarla con tonos rojizos causados por la dispersión de Rayleigh, a pesar de que no alcanzará la fase de totalidad. 
Este eclipse corresponde al número 29 de la serie de eclipses del ciclo Saros 138. Los eclipses lunares de esta serie ocurren en el nodo ascendente de la órbita lunar y se desplazan gradualmente hacia el sur con cada repetición.

## Visibilidad
Será visible en América, África y Europa. Al oeste de América del Norte, el eclipse coincidirá con la salida de la luna al atardecer del 27 de agosto. En América del Sur el eclipse se producirá cerca de la medianoche, mientras que en África y Europa ocurrirá en las horas previas al amanecer del 28 de agosto.
No será visible en Asia ni en Oceanía, a excepción de Polinesia.

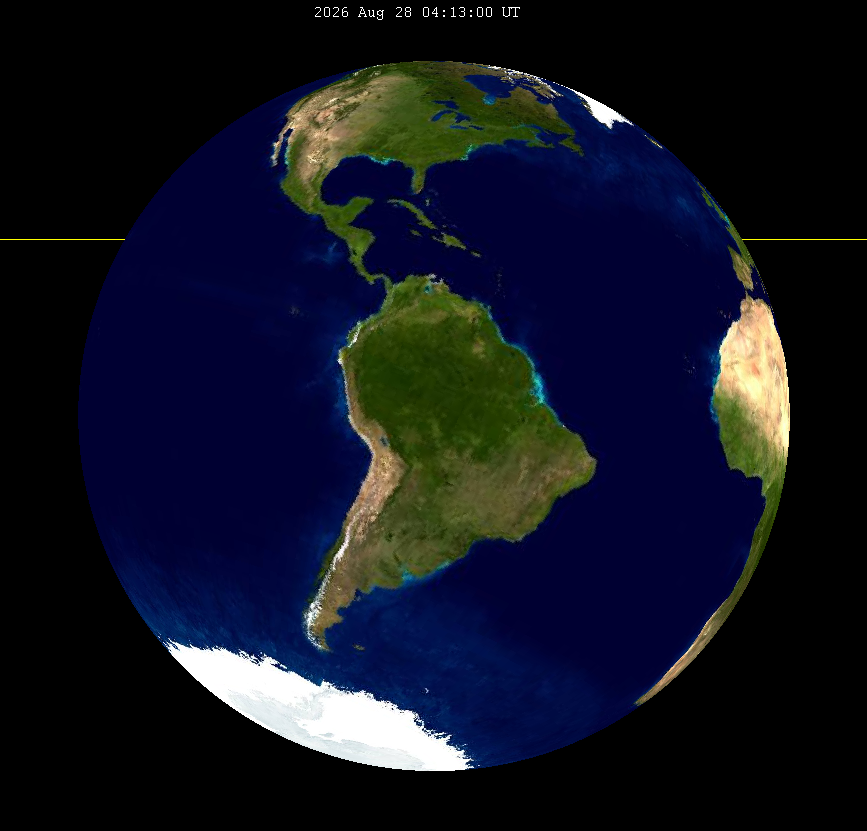
Simulación de la Tierra vista desde el centro de la cara visible de la Luna al momento máximo del eclipse.

## Eclipses relacionados

### Saros lunar 138
- Precedido por: Eclipse lunar del 16 de agosto de 2008
- Seguido por: Eclipse lunar del 7 de septiembre de 2044